# فرودگاه تورپان جیائوهه
فرودگاه تورپان جیائوهه  (به انگلیسی: Turpan Jiaohe Airport) یک فرودگاه همگانی باربری با کد یاتا TLQ است . این فرودگاه در شهر تورفان کشور چین قرار دارد .

## شرکت‌های هواپیمایی و مقصدهای پروازی
| شرکت‌های هواپیمایی                             | مقصدهای پروازی                                 |
| --------------------------------------------- | ---------------------------------------------- |
| ایر چاینا                                     | هامی، پکن                                      |
| هواپیمایی جنوبی چین                           | چانگشا هوانگهوا، بایون گوآنگجو، یینچوان هیدونگ |
| هواپیمایی شرقی چین اجرا توسط شانگهای ایرلاینز | ژنگژو سین‌ژنگ                                   |